# APCO P25
APCO P25 (Project 25) представляет собой набор стандартов, разработанных совместными усилиями Ассоциации средств связи и общественной безопасности (Association of Public Safety Communications Officials International, APCO), Национальной телекоммуникационной ассоциации (National Association of State Telecommunications Directors, NASTD), Федерального агентства национальных систем связи (Federal Agencies and the National Communications System, NCS) и Ассоциации телекоммуникационной индустрии (Telecommunications Industry Association, TIA). 
P25 — это система связи с открытой архитектурой, направленная на удовлетворение потребности государственных, правительственных и прочих организаций в оперативной связи для целей обеспечения безопасности. Стандарт Р25 определяет интерфейсы, взаимодействие и возможности любой системы, совместимой с стандартом Р25. Р25-радиостанция может работать как в аналоговом режиме для совместимости с существующими аналоговыми FM радиостанциями, так и в аналоговом или цифровом режиме с другими Р25 радиостанциями. Р25 стандарт не является закрытым, поэтому любой производитель может создавать свои цифровые Р25 радиостанции.

## Основные цели проекта Р25
- Основываясь на принципах открытой архитектуры, обеспечить дополнительную конкуренцию между различными системами связи.
- Обеспечить эффективной, надежной и дешёвой связью правительственные и прочие организации.
- Предоставить улучшенную функциональность и дополнительные возможности с упором на потребности общественной безопасности.
- Повысить эффективность использования радиочастотного спектра.

## Фазы проекта Р25
Системы связи стандарта Р25 делятся на несколько поколений (фаз) для поэтапного и плавного перехода от устаревших аналоговых систем к цифровым.

### Фаза 1
Радиостанции Фазы 1 работают в полосе 12.5кГц в аналоговом, смешанном и цифровом режимах. Для цифровой передачи радиостанции этого поколения используют C4FM (continuous 4 level FM, непрерывную 4-х уровневую ЧМ) нелинейную модуляцию и обратно совместимы с существующими FM радиостанциями. В дополнении к этому стандарт Р25 описывает открытый интерфейс к внешнему радиооборудованию для упрощения стыковки систем радиосвязи от разных производителей.

### Фаза 2
Системы связи этого поколения в настоящий момент находятся в стадии разработки с целью найти способ передачи данных со скоростью 4800бит/сек в полосе 6.25кГц. Радиостанции Р25 Фазы 2 используют схемы модуляции с мультиплексированием по времени и частоте (TDMA и FDMA) с целью эффективного использования спектра. Кроме этого все ещё решаются вопросы взаимодействия с существующим оборудованием, интерфейсов с базовыми станциями и повторителями, распределения радиочастот и пр.

### Фаза 3
Целью фазы 3 будут являться требования по обеспечению высокоскоростной передачи данных для целей общественной безопасности. Направления деятельности будут сфокусированы на воздушной и наземной широкополосной радиосвязи, с помощью которой можно будет передавать и принимать речь, видео и данные с высокой скоростью на большой территории. Европейский телекоммуникационный институт стандартизации (European Telecommunications Standards Institute (ETSI)) и TIA совместно работают над фазой 3, известной как проект MESA (Mobility for Emergency and Safety Applications, Мобильность для приложений в области безопасности и чрезвычайных ситуаций)